# Day of Reconciliation
Day of Reconciliation, den 16 december, är en sydafrikansk helgdag.  
- 1838 utkämpades ett slag vid Blood River mellan  boerna och den mäktiga zulunationen. Slaget ägde rum under boernas "Great Trek" ('groote trek'; "trek" från holländskan "flytta", "dra")  från brittiskt styre. På grund av boernas militära teknik genom att bilda ett "laager" - de använde sina vagnar för att bilda ett runt fort - lyckades de besegra zulukrigarna.

- 1856 grundade Marthinus Pretorius republiken i Transvaal. Året före hade han invigt staden Pretoria.

- 1949, avtäcktes Voortrekker-monumentet i Pretoria, som är en ihågkommelse av boernas "Great Trek" norrut och befästandet av den afrikaansktalande republiken.
- 1996 grundades Sydafrikas sannings- och försoningskommission.